# 赫勒諾斯
赫勒諾斯（英語：Ἕλενος，拉丁化：Helenus）是希臘神話中的一位預言者。他是特洛伊國王普里阿摩斯與王后赫庫芭之子。
特洛伊戰爭最後一年，赫勒諾斯與兄弟得伊福玻斯爭奪帕里斯的遺孀海倫未果，憤而撤退至伊達山上。在那裡他被希臘人捕獲，並告訴希臘人攻下特洛伊城的方法：偷走特洛伊城的帕拉斯神像，並將阿基里斯之子奈奧普托勒姆斯加入戰鬥。戰爭結束後，赫勒諾斯伴隨奈奧普托勒姆斯前往伊庇魯斯，並建立了城市布特林特。